# Okręgowe rozgrywki w piłce nożnej woj. rzeszowskiego (1955)
Okręgowe rozgrywki w piłce nożnej woj. rzeszowskiego w sezonie 1955.

## Klasa A
- Do wyższej klasy ligowej (III ligi 1956) awansował triumfator rozgrywek, a do klasy B zostało zdegradowanych sześć ostatnich zespołów[1][2].